# Death Note 2: The Last Name
Death Note 2: The Last Name (デスノート the Last name, Desu Nōto Za Rasuto Neimu) és una pel·lícula de thriller sobrenatural japonesa de 2006 dirigida per Shusuke Kaneko. La pel·lícula és la segona d'una sèrie de pel·lícules japoneses d'imatge real estrenada l'any 2006 basada en la sèrie manga i anime Death Note de Tsugumi Ohba i Takeshi Obata. La pel·lícula se centra principalment en un estudiant universitari anomenat Light Yagami, que decideix alliberar el món de l'element del crim amb l'ajuda d'un quadern d'un altre món que mata qualsevol persona que hi estigui escrit, sota l'àlies d'un polèmic assassí/vigilant en sèrie: "Kira", mentre evadeix la captura d'un grup de treball policial de Tòquio, liderat per un enigmàtic i altament intel·ligent perfilador criminal: "L", que està decidit a trobar i enxampar Light. La pel·lícula va ser produïda per Nippon Television, i distribuïda per Warner Bros. Pictures Japan. Va tenir la llicència de VIZ Pictures. Un spin-off, L: Change the World, es va publicar el 2008. Una seqüela, Death Note: Light Up the New World, es va estrenar el 2016.
El divendres 21 de setembre de 2018, a l'Anime Weekend d'Atlanta, FUNimation Entertainment va anunciar que donaria la llicència Death Note, Death Note 2: The Last Name i Death Note: Light Up the NEW World, i va dir que es publicarien el 22 de gener de 2019, en DVD i Blu-ray subtitulars i amb packs combo digitals.

## Argument
Misa rep un Death Note de Rem, un altre Shinigami. Quan Light s'uneix al grup de treball després del funeral de Shiori, Misa es converteix en la Segona Kira i obliga una cadena de televisió a transmetre els seus missatges escrits. Misa, utilitzant els seus ulls de Shinigami, mira a través de la pantalla del televisor i mata un crític de Kira, així com el detectiu Mogi i dos policies, que intentaven dispersar una concentració de partidaris de Kira. La germana petita de Light, Sayu, gairebé mor, però Soichiro xoca al festival amb un casc de moto, cosa que impedeix que Misa vegi la seva cara. Light arriba per consolar en Sayu i en Soichiro, però és detectat per la Misa, que identifica correctament en Light com a Kira. La Misa s'acosta a Light a prop de casa seva, demanant ser la seva xicota i unir-se a la seva missió de netejar el món. En veure que té els ulls de Shinigami, Light accepta la seva ajuda i organitza una reunió entre ella i L, amb l'esperança d'aprendre el veritable nom de L. Tanmateix, Misa és arrestada per L a causa de les proves que la connecten amb els missatges escrits. Tement que la Misa confessés, Light s'arregla per a ell i Misa per perdre els seus Death Notes, perdent així la seva memòria. Light enterra el seu Death Note, mentre que en Rem dona l'altre Death Note a Takada, un periodista que cobreix el cas Kira. El seu pla és seure a la presó mentre Takada continua amb els assassinats de Kira, per convèncer així la policia de la seva innocència.
Al cap d'un temps, Light i Misa són alliberats, però sota vigilència de L. Light troba una pista que condueix a Takada i ajuda l'equip de policia a arrestar-la. Com a resultat, la policia s'assabenta de l'existència de Death Notes i Shinigami. En tocar el Death Note, Light recupera els seus records i procedeix a matar en Takada utilitzant un fragment d'un Death Note amagat dins del seu rellotge. Abans, Light havia escrit una regla falsa al Death Note que afirmava que, una vegada que una persona escriu un nom, ha de seguir escrivint noms cada tretze dies o morir. La policia, creient que aquesta regla és real, considera que Light i Misa estan completament exonerats, ja que van estar detinguts durant molt més de tretze dies.
Light li demana a Misa que descobreixi el Death Note enterrat per matar a L. Misa, que ha oblidat el nom de L, reprèn la matança de Kira. L decideix enviar el grup de treball, ell mateix i Light, a Amèrica per provar l'autenticitat de la regla dels 13 dies. Amb la sospita de Misa, Rem es veu obligat a matar Watari i L per protegir Misa de ser arrestada de nou. Com que els Shinigami no poden protegir els humans, l'acció provoca la mort d'en Rem. Per tal d'aturar la investigació policial sobre Kira, Light procedeix a escriure el nom del seu pare al seu Death Note, per horror de Misa. Curiosament, el seu pare no mor, i Light està envoltat per la policia a punta de pistola. L també emergeix, revelant que va escriure el seu propi nom al Death Note, programant la seva mort amb un mes d'antelació i esdevenint immune a més escrits al Death Note. També revela que el Death Note on va escriure Light era un esquinç i que el grup de treball no va marxar cap a Amèrica, sinó que estaven vigilant Light des d'un altre lloc, presenciant així com es revelava com a veritable Kira. Light, arraconat, suplica a Ryuk que mati la gent que l'envolta, però Ryuk decideix matar Light. Revela a Light que a qualsevol humà que posseeixi un Death Note li estan prohibits el cel i l'infern, i passarà l'eternitat com a no-res. Light mor als braços del seu pare, demanant al seu pare que cregui que les seves accions van ser per fer justícia. La policia decideix encobrir la veritat i anunciar que Kira va matar Light i després a ell mateix. Vint dies després, Soichiro es troba amb L per darrera vegada abans que L mori pacíficament. Un any més tard, el dia de l'aniversari de Light, Soichiro manté la història falsa a la seva dona i a la Sayu, que la Kira va matar Light. Misa també celebra l'aniversari de Light, estimant-lo però no recordant el Death Note. La pel·lícula acaba amb Ryuk volant per la Torre de Tòquio i rient.

## Repartiment
- Tatsuya Fujiwara com a Light Yagami
- Kenichi Matsuyama com a L
- Erika Toda com a Misa Amane
- Shidou Nakamura com a Ryuuk
- Shinnosuke Ikehata com a Rem
- Nana Katase com a Kiyomi Takada
- Shunji Fujimura com a Watari
- Takeshi Kaga com a Souichirou Yagami
- Hikari Mitsushima com a Sayu Yagami
- Shin Shimizu com a Kanzou Mogi
- Michiko Godai com a Sachiko Yagami
- Tatsuhito Okuda com a Shuuichi Aizawa
- Sota Aoyama com a Touta Matsuda
- Miyuki Komatsu com a Sanami
- Ikuji Nakamura com a Hirokazu Ukita
- Masanori Fujita com a Ryotarou Sakajo
- Ai Maeda com Ayako Yoshino
- Magy com a Yuuji Demegawa
- Masahiko Tsugawa com a Saeki

## Cançons
- "Dani California" de Red Hot Chili Peppers
- "Snow ((Hey Oh))" de Red Hot Chili Peppers (tancament)

## Estrena
La pel·lícula es va estrenar a Hong Kong el 3 de novembre de 2006, a Taiwan el 24 de novembre de 2006, a Singapur el 28 de desembre de 2006 i a Malàisia el gener. 25, 2007, amb subtítols en anglès i xinès. Va ser doblada a l'anglès i estrenada als cinemes estatunidencs només durant dues nits, el 15 i el 16 d'octubre de 2008. La pel·lícula es va estrenar al Canadà el 3 de desembre.

### Mitjans domèstics
El DVD es va llançar el 10 de febrer de 2009, amb doblat a l'anglès.

## Recepció

### Taquilla
La pel·lícula es va estrenar el 3 de novembre de 2006 i de seguida va ocupar el primer lloc de la taquilla japonesa, es va mantenir al primer lloc durant quatre setmanes consecutives. Va recaptar 5.500 milions de iens japonesos (47,3 milions de dòlars) al Japó a finals d'any, la qual cosa la converteix en una de les quatre pel·lícules japoneses més taquilleres. La pel·lícula també va recaptar fora del país 6.748.675 dòlars, en un total mundial de 54.048.675 dòlars.

### Resposta crítica
La pel·lícula va rebre una acollida majoritàriament positiva per part de crítics i fans. A Rotten Tomatoes, la pel·lícula va rebre una puntuació d'aprovació del 80% basada en 5 ressenyes, amb una puntuació mitjana de 5,6/10.
Els elogis anaven dirigits al to més fosc però familiar, el ritme finament entonat, la història ben traçada, les actuacions del repartiment i el final satisfactori, mentre que algunes crítiques anaven dirigides a la falta de fidelitat percebuda al material d'origen cap a la segona meitat de la pel·lícula, juntament amb el ritme poc refinat de la segona meitat de la pel·lícula, amb alguns que no els agrada el final. Christy Lee S.W de The Star, en la seva ressenya de la pel·lícula, va declarar que Kaneko "va fer un bon treball" en el ritme de la pel·lícula, i va afegir que l'augment del ritme cap al final dificultava la comprensió d'alguns continguts. També va dir que el guionista Tetsuya Oishi s'assegurava que els personatges estiguessin "ben detallats" i que s'empatissin fàcilment.

## Reconeixements
| Any  | Premi                          | Categoria         | Receptor                     | Resultat  |
| ---- | ------------------------------ | ----------------- | ---------------------------- | --------- |
| 2007 | Asian Film Awards              | Millor guionista  | Tetsuya Oishi Shūsuke Kaneko | Guanyador |
| 2007 | Festival de Cinema de Yokohama | Millor nou talent | Kenichi Matsuyama            | Guanyador |

## Seqüela
Una seqüela, Death Note: Light Up the New World, es va estrenar al Japó el 29 d'octubre de 2016. Es va emetre una minisèrie de tres parts titulada Death Note: New Generation com a part del Death Note sèrie de pel·lícules d'acció en viu. Supera la bretxa de 10 anys entre les pel·lícules anteriors i la pel·lícula del 2016.